# Gregor Streiber
Gregor Streiber (* 6. Dezember 1973 in Berlin) ist ein deutscher Fernseh- und Filmproduzent sowie Autor mehrerer Wissenschafts-Dokumentarfilme.
Streiber absolvierte ein Studium der Rechtswissenschaften an der Freien Universität Berlin. Er ist Geschäftsführer der Berliner Produktionsfirmen werwiewas medienproduktion sowie inselfilm. Als Produzent verantwortete er unter anderem Gundermann Revier, einen Dokumentarfilm von Grit Lemke über den DDR-Rockmusiker und Liedermacher Gerhard Gundermann. Der Film wurde beim 62. DOK Leipzig Film Festival am 30. Oktober 2019 uraufgeführt. Gregor Streiber ist Autor der 3sat-Produktionen Die Macht der Zuschauer (2014), Umstrittene Prognosen (2015) und German Angst (2017).